# Walking on Air (canción de Kerli)
«Walking on Air» —en español: «Caminando en el aire»— es una canción interpretada por la cantante y compositora estonia Kerli, perteneciente a su primer álbum de estudio, Love Is Dead, de 2008. Fue lanzada en abril de 2008 y se dio a conocer por la mayoría de Europa y en Estados Unidos. La canción es del género electropop y ha sido el tema que la ha dado a conocer mundialmente, junto con "Tea Party" .
La canción habla de la historia de una niña que vivía en un mundo muy particular.

## Historia y composición
Kerli reveló que la inspiración de «Walking on Air» vino de una historia que su madre le contaba cuando era niña:

«En el oscuro, oscuro mundo había una oscura, oscura ciudad, y en la oscura, oscura ciudad había una oscura, oscura casa y, en la oscura, oscura casa había un oscuro, oscuro cuarto, y en el oscuro, oscuro cuarto había un oscuro, oscuro armario, y en el oscuro, oscuro armario había una caja blanca»
—Kerli

Ella también dijo al respecto: «Esta canción es sobre esta pequeña chica horrorosa que venía de un lugar aterrador y tenía un gran sueño, amaba la música, pero nadie creía en ella». La cantante dedicó la canción a sus fanes, que es una autobiografía y, de acuerdo con el artista tiende a ser una obra que hace que las personas se relacionen. «La canción es simplemente sobre superar los obstáculos. Cuando entre el estribillo, es como si lo sintieras, lo creyeras, todo lo que quieras hacer, si lo persigues "caminarás sobre el aire".  Esa canción es sobre traer esperanza». Los gatos, los sombreros y las mecedoras que se muestran en el video hacen referencia a su infancia. Se ha notado que la pista comienza como una "canción de cuna aterradora en el teclado y, sigue para llegar a un gran coro."
Algunos ejemplos de versos de «Walking on Air» son Little creepy girl/ Oh she loves to sing/ She has a little gift-an amazing thing («A esa pequeña y temerosa chica / Oh, le encanta cantar / Ella tiene un pequeño regalo») e She will go and set the world on fire/ Nobody ever tought she could do that («Irá a prenderle fuego a tu mundo / Nunca nadie pensó, que ella fuera capaz de hacerlo»). Kerli contó que la idea de la canción comenzó cuando estaba en el estudio durante a su primera vez en Los Ángeles, grabando su álbum y, entonces, imaginó la melodía y el concepto de la canción.

## Lista de canciones
| Promocional |                               |          |  |
| N.º         | Título                        | Duración |  |
| 1.          | «Walking on Air» (radio edit) | 3:47     |  |
| 2.          | «Walking on Air»              | 4:27     |  |

| Descarga Digital |                               |          |  |
| N.º              | Título                        | Duración |  |
| 1.               | «Walking on Air» (radio edit) | 3:47     |  |

| CD Single / Descarga Digital |                                                |          |  |
| N.º                          | Título                                         | Duración |  |
| 1.                           | «Walking on Air» (radio edit)                  | 3:47     |  |
| 2.                           | «Walking on Air» (Armin Van Buuren radio edit) | 3:23     |  |

| EP de Remixes |                                                      |          |  |
| N.º           | Título                                               | Duración |  |
| 1.            | «Walking on Air» (Ralphi Rosario & Craig J Club Mix) | 9:46     |  |
| 2.            | «Walking on Air» (Josh Harris Club Mix)              | 8:06     |  |
| 3.            | «Walking on Air» (Lindbergh Palace Full Mix)         | 6:23     |  |
| 4.            | «Walking on Air» (Armin van Buuren Club Mix)         | 7:43     |  |
| 5.            | «Walking on Air» (Ralphi Rosario Big Dub)            | 9:32     |  |

## Video
El video comienza con un fabricante de juguetes que deja un regalo desconocido en lo que parece ser un castillo. Una niña (Kerli) abre la caja y encuentra una muñeca misteriosa (que es un muñeco articulado de bola). La escena se traslada entonces a Kerli bailando debajo de un ventilador y lotos (flores que crecen en el fango) que crecen de la chimenea. Más adelante en el vídeo,  está recostada sobre una cama de piedras redondas con sus lágrimas que fluyen hacia arriba y en el aire (mientras ella canta), solo para que se ubican entre las piedras y se transforman en mariposas. Entonces ella está en su "cocina mágica", donde la estufa es el congelador y la nevera es el horno y la pared es un bosque de Estonia. Después de cantar por un tiempo, la escena cambia a un pasillo oscuro, donde una mujer (la muñeca del principio) está sosteniendo una muñeca Kerli, y la mujer está haciendo cantar a Kerli mientras ella la lleva (todavía en forma de muñeca) . En las escenas finales, Kerli se despierta en una cama, con una cuerda amarrada a su brazo, para buscar cadenas y la escena se echa atrás de la sala que solo ocurre para estar en la caja (desde el principio). La mujer (que era la muñeca en un primer momento) es la celebración de esta caja mientras se mecía lentamente en una mecedora. 
El muñeco de rótula que se muestra fue personalizado por Pepstar, un usuario en denofangels.com y es jugado por las personas que comercialicen Kerli, ya que la modelo contratada tuvo pánico claustrofóbico al usar la máscara se le dio. La persona que comercialice pasó a ser la vuelta y estaba dispuesto a desempeñar el papel como sustituto espontáneo, como Kerli declaró en su cuenta de YouTube. 
El videoclip fue dirigido por Alex y Dan Shapiro Topaller (alias Aggressive) y elaborado por JP Fox.

## Posiciones
| Listas (2008)                    | Posiciones |
| -------------------------------- | ---------- |
| Austrian Singles Chart           | 35         |
| Belgian Singles Chart (Flanders) | 32         |
| Belgian Singles Chart (Wallonia) | 32         |
| European Hot 100 Singles         | 75         |
| German Singles Chart             | 25         |
| Italian Singles Chart            | 20         |
| Swiss Singles Chart              | 37         |